# Ola Brunkert
Ola Brunkert (Örebro, 15 de setembro de 1946 — Artà, 16 de março de 2008) foi um músico sueco e baterista da banda de apoio do grupo ABBA.

## Carreira
Ola inicou sua carreira tocando jazz no fim dos anos 1950. Juntou-se ao grupo Slim's Blues Gang até 1966, quando ingressou no Science Poption. Após o fim do grupo em 1967, participou dos grupos Grapes Of Wrath e Opus III.

## ABBA
Em 1972, Ola foi convidado a participar no primeiro single da banda ABBA, "People Need Love". Os integrantes do grupo o chamaram para participar dos álbuns subsequentes, se tornando um dos dois únicos músicos a participarem de todos os álbuns do grupo.
Ola participou também das turnês do ABBA de 1977, 1979 e 1980.

## Morte
Na noite de 16 de março de 2008, em Mallorca, Espanha, foi encontrado morto por um vizinho, na sala de sua casa, caído por cima da cristaleira, com o pescoço cortado, aparentemente de maneira acidental.
No dia 18 de março, uma autópsia confirmou que a causa da morte de Ola foi um acidente doméstico. A polícia acredita que o músico provavelmente tropeçou e caiu, sofrendo um ferimento grave na garganta em razão do vidro da porta que quebrou.